# Don Hutchison
Don Hutchison est un footballeur écossais né le 9 mai 1971 à Gateshead. Il évolue au poste de milieu de terrain.
Il possède 26 sélections (6 buts) en équipe d'Écosse.
Il a principalement joué pour Liverpool, West Ham, Sheffield, Everton et Sunderland.

## Clubs successifs
- 1989- déc. 1990 : Hartlepool United (D4)
- déc. 1990-1994 : Liverpool FC (45 matchs & 7 buts en Premier League)
- 1994- déc. 1995 : West Ham United (35 matchs & 11 buts en Premier League)
- déc. 1995-déc. 1997 : Sheffield United (78 matchs & 5 buts en D2)
- déc. 1997-2000 : Everton FC (75 matchs & 10 buts en Premier League)
- 2000- oct. 2001 : Sunderland AFC (34 matchs & 8 buts en Premier League)
- oct. 2001-2003 : West Ham United (34 matchs & 1 but en Premier League)
- 2003-2005 : West Ham United (29 matchs & 3 buts en D2)
- 2005- nov. 2005 : Millwall FC (11 matchs & 2 buts en D2)
- nov. 2005-2007 : Coventry City (38 matchs & 4 buts en D2)
- 2007-2008 : Luton Town (21 matchs en D3)[1]